# Lover to Lover
«Lover to Lover» es una canción de la banda británica de indie rock Florence and the Machine incluida en su segundo álbum de estudio, Ceremonials. La canción fue escrita por Florence Welch y Paul Epworth. Fue lanzada como quinto y último sencillo del álbum el 30 de noviembre de 2012 siendo una descarga digital en iTunes. Una versión de la canción interpretada en el Ceremonials Tour es una versión editada de la original con producción adicional de Chris Hayden.

## Vídeo musical
Un vídeo musical para acompañar el lanzamiento del sencillo fue estrenado en YouTube el 19 de noviembre de 2012 con una duración de cuatro minutos y veinte segundos. Én el aparece el actor australiano, Ben Mendelsohn, y está dirigido por Vincent Haycock, quien anteriormente trabajó con Florence Welch cuando dirigió el video musical del sencillo, «Sweet Nothing» de Calvin Harris.

## Posiciones
| Lista (2012)                                | Mejor posición |
| ------------------------------------------- | -------------- |
| Bélgica (Flandes) (Ultratip Bubbling Under) | 25             |